# ۱۴۳۳ (میلادی)
۱۴۳۳ (میلادی) هزار و چهارصد و سی و سومین سال تقویم میلادی است.
‎